# Заваржа
Заваржа (пол. Zawarża) — село в Польщі, у гміні Пінчів Піньчовського повіту Свентокшиського воєводства.
Населення — 126 осіб (2011).
У 1975—1998 роках село належало до Келецького воєводства.

## Демографія
Демографічна структура на день 31 березня 2011 року:
|          | Загалом | Допрацездатний вік | Працездатний вік | Постпрацездатний вік |
| -------- | ------- | ------------------ | ---------------- | -------------------- |
| Чоловіки | 63      | 12                 | 39               | 12                   |
| Жінки    | 63      | 8                  | 28               | 27                   |
| Разом    | 126     | 20                 | 67               | 39                   |